# Passerèl·lids
Els passerèl·lids (Passerellidae) són una família d'ocells granívors pròpia del continent americà. Està formada per un grup d’ocells que fins fa poc eren inclosos als emberízids (Emberizidae), dels quals han estat separats arran treballs com ara els de Barker et al. (2013 i 2015).

## Morfologia
- Mida petita o mitjana.
- Bec dur, dret, cònic i ample de base

## Llistat de gèneres
Segons la classificació del Congrés Ornitològic Internacional i a partir de la versió 11.2 del 10 de juliol de 2021, aquesta família està formada per 30 gèneres amb 138 espècies.
- Spizella, amb sis espècies.
- Amphispiza, amb una espècie: sit gorjanegre (Amphispiza bilineata).
- Amphispizopsis, amb una espècie: sit de cinc ratlles (Amphispizopsis quinquestriata).
- Chondestes, amb una espècie: sit arlequí (Chondestes grammacus).
- Calamospiza, amb una espècie: sit blanc-i-negre (Calamospiza melanocorys).
- Rhynchospiza, amb tres espècies.
- Peucaea, amb vuit espècies.
- Arremonops, amb quatre espècies.
- Ammodramus, amb tres espècies.
- Oreothraupis, amb una espècie: toquí elegant (Oreothraupis arremonops).
- Chlorospingus, amb vuit espècies.
- Arremon, amb vint espècies.
- Pipilo, amb cinc espècies.
- Atlapetes, amb trenta-tres espècies.
- Pezopetes, amb una espècie: toquí de peus grans (Pezopetes capitalis).
- Torreornis, amb una espècie: sit de Zapata (Torreornis inexpectata.
- Melozone, amb vuit espècies.
- Aimophila, amb tres espècies.
- Junco, amb cinc espècies.
- Zonotrichia, amb cinc espècies.
- Passerella, amb quatre espècies.
- Spizelloides, amb una espècie: sit vulpí arbori (Spizelloides arborea).
- Ammospiza, amb quatre espècies.
- Artemisiospiza, amb dues espècies.
- Pooecetes, amb una espècie: sit vespertí (Pooecetes gramineus).
- Oriturus, amb una espècie: sit ratllat (Oriturus superciliosus)
- Passerculus, amb una espècies: sit pardalenc de praderia (Passerculus sandwichensis).
- Centronyx, amb dues espècies.
- Xenospiza, amb una espècie: sit de Sierra Madre (Xenospiza baileyi).
- Melospiza, amb tres espècies.